# ТЕС Пангаон
23°39′16″ пн. ш. 90°27′15″ сх. д. / 23.65444° пн. ш. 90.45417° сх. д.
ТЕС Пангаон — теплова електростанція у районі Керанігандж (неподалік від південно-західних околиць Дакки), яка належить компанії APR Energy. 
В 21 столітті на тлі стрімко зростаючого попиту у Бангладеш почався розвиток генеруючих потужностей на основі двигунів внутрішнього згоряння, які могли бути швидко змонтовані. Зокрема, в 2018-му почала роботу електростанція від APR Energy, майданчик якої розташований на правому березі Буріганги — рукава Дхалешварі (рукав Брахмапутри, який падає у Мегхну) у Пангаоні. Тут встановили 236 невеликих генераторних установок від Caterpillar та MTU потужністю по 1,4 МВт, при цьому номінальна потужність станції визначена як 300 МВт. У 2018/2019 році фактична чиста паливна ефективність ТЕС становила 36%. 
Як паливо станція використовує нафтопродукти.
Видача продукції відбувається по ЛЕП, розрахованій на роботу під напругою 230 кВ.
Можливо відзначити, що у районі Керанігандж також були створені й інші електростанції на основі двигунів внутіршнього згоряння — ТЕС Босіла, ТЕС Char Galgalia, ТЕС Брахмангаон, ТЕС Aowrahati.